# Petra Kulichová
Petra Kulichová, née le 13 septembre 1984 à Pardubice, est une joueuse République tchèque de basket-ball, évoluant au poste de pivot.

## Biographie
En 2014-2015, elle signe avec Galatasaray SK (basket-ball féminin) après avoir passé deux saisons avec un autre club turc, Beşiktaş JK (avec des statistiques de 10,1 points et 8,5 rebonds en Eurocoupe et 8,9 points et 6,6 rebonds en championnat turc).

## Clubs
- ?-2006 :  Loko Trutnov
- 2006-2010 :  Gambrinus Sika Brno
- 2010-2012 :  USK Prague
- 2012-2013 :  Good Angels Košice
- 2013-2015 :  Beşiktaş JK
- 2015- :  Galatasaray SK

## Palmarès
- Coupe de Slovaquie : 2013[3]

### Sélection nationale
- Jeux olympiques d'été
  - 5e aux Jeux olympiques de 2004 à Athènes
  - 7e aux Jeux olympiques de 2008 à Pékin
  - 7e aux Jeux olympiques de 2012 à Londres
- Championnat du monde de basket-ball féminin
  - Championne du monde des moins de 21 ans en 2003
  - 6e au Championnat du monde 2006 au Brésil
  -  Médaille d'argent au Championnat du monde 2010 en République tchèque[4]
- championnat d'Europe
  -  Médaille d'or du championnat d'Europe 2005 en Turquie